# Tammi Reiss
Tammi Reiss (Eldred, 2 aprile 1970) è un'ex cestista e allenatrice di pallacanestro statunitense, professionista nella WNBA.

## Carriera
È stata selezionata dalle Utah Starzz al primo giro del Draft WNBA 1997 (5ª scelta assoluta).